# Azotobacteràcies
Azotobacteraceae és una família de proteobacteris que conté diazotrofs aerobis amb dos gèneres, Azomonas i Azotobacter Amb un subministrament adequat de molibdè els Azotobacteraceae són capaços de fixar, com a mínim 10 mg de nitrogen molecular per gram de carbohidrat consumit en condicions aeròbies. Com la majoria dels Pseudomonadaceae els Azotobacteraceae són capaços d'utilitzar una varietat de fonts de carboni, incloent la sacarosa.